# La P'tite Lili
Ne doit pas être confondu avec La Petite Lili ou La P'tite Lilie.
Pour plus de détails, voir Fiche technique et Distribution.
La P'tite Lili est un court métrage français réalisé par Alberto Cavalcanti en 1927. Le film est une illustration visuelle de la chanson La P'tite Lilie de Louis Bénech et Eugène Gavel, mise en musique pour la version sonore de 1930 par Darius Milhaud.

## Synopsis
La p'tite Lili, jolie jeune fille de 16 ans, se prostitue dans les quartiers mal famés de Paris, pour le compte de son ami dévoyé et proxénète, un petit voyou sans âme. Un jour sombre rempli de brume, où elle tente de fuir pour échapper à son destin, par vengeance, son misérable compagnon la poignarde sauvagement. 

## Fiche technique
- Titre : La P'tite Lili
- Réalisation : Alberto Cavalcanti
- Scénario et dialogues : Alberto Cavalcanti, d'après une chanson de Louis Bénech et Eugène Gavel
- Photographie : Jimmy Rogers
- Décors : Erik Aaes
- Montage : Alberto Cavalcanti, Marguerite Renoir
- Musique : Yves de la Casinière (partition pour version muette) et Darius Milhaud (version sonorisée de 1930)
- Société de production : Néofilms (Pierre Braunberger)
- Tournage : Été 1927,  Studios de Billancourt
- Pays de production : France
- Format : Noir et blanc - 1,33:1 - Muet - 35mm
- Durée : 15 minutes (300m)
- Date de sortie : 
  - France : 1er octobre 1927 au Studio des Ursulines

## Distribution
- Catherine Hessling : La p'tite Lili
- Jean Renoir : Le maquereau
- Guy Ferrant : Le chanteur
- Roland Caillaux : La concierge
- Erik Aaes : Un matelot ivre
- Alain Renoir : Le petit pêcheur
- Dido Freire : Une cousette
- Jimmy Rogers : Le policier

## Autour du film
- Jeune réalisateur, Jean Renoir a accepté de jouer un simple rôle dans le film pour aider sa femme Catherine Hessling à devenir une vedette de cinéma. Par une étonnante coïncidence, ce film réunit les trois compagnes de Renoir qui ont le plus compté dans son existence, Catherine Hessling sa première épouse, Marguerite Renoir sa monteuse et compagne des  années 1930, Dido Freire, sa seconde épouse, amie de Cavalcanti. (cf. Célia Bertin, Jean Renoir, Éditions du Rocher, 2005)
- Selon André Bazin (Jean Renoir, Éditions Champs libres, 1971) :

« à la première projection, Cocteau serait sorti furieux, en disant qu'il était dégoûtant de se moquer d'une chose aussi belle que cette chanson populaire. »

- Il n'existe qu'une seule copie originale de cette fable tragique et impressionniste.